# Clark Brandon
Pour les articles homonymes, voir Brandon.
Clark Brandon est un acteur et réalisateur américain, né le 13 décembre 1958 à New York. Il est particulièrement connu en tant que Zachary Rogers dans la série télévisée Monsieur Merlin (M. Merlin, 1981-1982), diffusée dans Récré A2 sur Antenne 2, en 1983.

## Biographie

### Jeunesse
William Clark Brandon est né le 13 décembre 1958 à New York, de son père Peter Brandon, un acteur de Broadway et de télévision, et de sa mère Jane Clark Brandon. Il a une sœur Mary Hopkins.

### Carrière
En 1977, Clark Brandon commence sa carrière d’acteur dans le film The Chicken Chronicles de Frank Simon. Dans la même année, il devient Sean Fitzpatrick dans les treize épisodes de The Fitzpatricks, série populaire aux États-Unis. En 1978, il apparaît dans un épisode de différentes séries telles que Family, L'Île fantastique (Fantasy Island), ABC Afterschool Specials, Insight et Wonder Woman, en passant le téléfilm Like Mom, Like Me de Michael Pressman. En 1979, il tient son premier rôle principal de Chris Richards dans les douze épisodes de Out of the Blue.
Entre 1981 et 1984, il interprète Eddie Brennan dans quatre épisodes de Drôle de vie (The Facts of Life) et, en même temps, le rôle principal lui est attribué dans Monsieur Merlin (M. Merlin) jusqu’en 1982 — elle est diffusée dans Récré A2 sur Antenne 2, en 1983. En 1983, il apparaît dans un épisode de La croisière s'amuse (The Love Boat).
En 1983, il joue un personnage dans L’Été du bac (My Tutor) de George Bowers et, en 1987, dans Funland de Michael A. Simpson. En 1997, il écrit son premier scénario pour ce dernier le film The Last Road dans lequel il joue également.
En 1992, il tourne son premier long métrage Dark Secrets ainsi que Skeeter (1993) et The Last Road (1997).

## Filmographie

### En tant qu’acteur

#### Films
- 1977 : The Chicken Chronicles de Frank Simon : Lee
- 1980 : Serial de Bill Persky : Spenser
- 1983 : L’Été du bac (My Tutor) de George Bowers : Billy
- 1987 : Funland de Michael A. Simpson : Doug Sutterfield
- 1989 : Fast Food de Michael A. Simpson : Auggie Hamilton

#### Téléfilms
- 1978 : Like Mom, Like Me de Michael Pressman : Kevin
- 1982 : Six mois pour tout apprendre (In Love with an Older Woman) de Jack Bender : Chip

#### Séries télévisées
- 1977-1978 : The Fitzpatricks : Sean Fitzpatrick (13 épisodes)
- 1978 : Family : Roger Arnold (saison 3, épisode 17 : And Baby Makes Three)
- 1978 : L'Île fantastique (Fantasy Island) : Patrick Kincaid (saison 1, épisode 7 : Le Pilote / La Belle de nuit (Lady of the Evening / The Racer))
- 1978 : ABC Afterschool Specials : Mark Henderson (saison 6, épisode 4 : It Isn't Easy Being a Teenage Millionaire)
- 1979 : Insight : Brad (épisode : When, Jenny? When?)
- 1979 : Wonder Woman : Skip (2 épisodes : Curieux danger (The Boy Who Knew Her Secret))
- 1979 : Out of the Blue : Chris Richards (12 épisodes)
- 1980 : Hello, Larry : Mike (saison 2, épisode 14 : The Blind Friend)
- 1981-1984 : Drôle de vie (The Facts of Life) : Eddie Brennan (4 épisodes)
- 1981-1982 : Monsieur Merlin (M. Merlin) : Zachary Rogers (22 épisodes)
- 1983 : La croisière s'amuse (The Love Boat) : Jerry Howard (saison 7, épisode 12 : Méprises (Dee Dee's Dilemma / Julie's Blind Date / The Prize Winner))

### En tant que réalisateur
Films
- 1992 : Dark Secrets
- 1993 : Skeeter
- 1997 : The Last Road

### En tant que scénariste
Films
- 1989 : Fast Food de Michael A. Simpson
- 1993 : Skeeter de lui-même